# Валуа
Валуа́ (фр. Valois) — династия королей Франции, ветвь дома Капетингов. Своё название получила от титула графа де Валуа, который носил основатель этой ветви, Карл Французский, граф де Валуа.
Представители династии Валуа занимали французский престол с 1328 по 1589 год, когда её сменила более младшая ветвь Капетингского дома, династия Бурбонов.

## Графы де Валуа
Первыми графами де Валуа были представители дома де Валуа-Вексен-Амьен (младшей линии династии Капетингов, один из которых был женат на вдовствующей королеве Франции, Анне Ярославне). Последний из этого рода принял монашеский постриг и графство Валуа перешло к мужу его сестры — графу Герберту IV де Вермандуа, из дома Гербертинов, происходившему от младшей линии династии Каролингов. Их дочь-наследница вышла замуж за Гуго Великого, графа де Вермандуа, сына короля Генриха I Французского, и принесла ему в приданое графства Валуа и Вермандуа. От этого брака происходил род капетингских графов де Вермандуа, прекратившийся в 6-м поколении, после чего графство Валуа в 1215 году было присоединено королём Филиппом II Августом к королевскому домену.
Король Филипп III Смелый передал в 1285 году увеличенное графство Валуа своему сыну Карлу. Этот Карл, граф де Валуа, — брат короля Филиппа IV Красивого — был родоначальником дома Валуа, а его сын Филипп VI, вступив на французский престол, основал королевскую династию Валуа. Папа Мартин V в 1280 году даровал графу Карлу де Валуа королевство Арагон, от которого он, однако, отказался в 1290 году. Первый брак доставил ему графства Анжу и Мэн. На основании прав второй жены — Екатерины де Куртене — он принял титул императора Константинопольского. Карл принимал деятельное участие в государственных делах в течение всего царствования своего брата и умер в 1325 году в Ножане.

## Династия Валуа
После того как три сына Филиппа IV Красивого умерли, не оставив потомства мужского пола, на французский престол в 1328 году вступил старший сын Карла де Валуа — Филипп VI Французский, — как ближайший потомок Капетингов. Это возвышение дома Валуа было причиной долгих войн между Англией и Францией (см. Столетняя война). Из всех детей Филиппа VI только двое дожили до взрослых лет: Иоанн (будущий Иоанн II Добрый) и Филипп. Последний в 1375 году был объявлен графом де Валуа и герцогом Орлеанским, но скончался без потомства. У Иоанна II Доброго, царствовавшего с 1350 по 1364 гг. было 4 сына, в том числе: его преемник Карл V и герцог Бургундский Филипп II Смелый, ставший основателем младшего Бургундского дома. У Карла V (ум. 1380) было двое выживших сыновей: Карл VI Безумный и принц Людовик.

### Орлеанская ветвь
Принц Людовик получил титул и земли герцога Орлеанского и графа Ангулемского и Валуа. При нём графство Валуа в 1406 году было сделано герцогством-пэрством. Людовик, известный в истории как первый герцог Орлеанский, во время несчастного царствования своего брата Карла VI спорил за власть с герцогом Бургундским и был убит в 1407 году. Его внук Людовик, герцог Валуа и Орлеанский, после бездетной смерти последнего представителя старшей линии Валуа — Карла VIII Французского (после Карла VI царствовал его сын, Карл VII Победоносный, которому наследовал его сын Людовик XI Французский, отец Карла VIII) — в 1498 году вступил на Французский престол под именем Людовика XII Французского и таким образом соединил Валуа с короной. Впоследствии неоднократно Валуа было даруемо принцам дома Валуа и потом дома Бурбонов, но всегда в соединении с герцогством Орлеанским. Орлеанский дом потерял герцогский титул Валуа только во время Революции 1789 года, но отчасти сохранил соединённые с титулом земли.

### Ангулемская ветвь
Младший сын убитого в 1407 году герцога Орлеанского и Валуа Жан Ангулемский имел сына — Карла, — у которого, в свою очередь, был сын, после бездетной смерти Людовика XII вступивший на французский престол под именем Франциска I Французского (1515). Сын его — Генрих II Французский — имел четырёх сыновей, из которых трое царствовали (Франциск II Французский, Карл IX Французский, Генрих III Французский), а четвёртый — Франсуа — герцог Алансонский (позже — Анжуйский). Никто из них не оставил законного потомства, и французский престол после убийства Генриха III в 1589 году перешёл к Генриху IV Бурбону — представителю династии Бурбонов, также происходившего от Капетингов. Сестра последних королей из дома Валуа, Маргарита де Валуа, разведённая жена Генриха IV, умерла в 1615 году. Она была последним законнорождённым отпрыском династии Валуа.

## Ветви дома Валуа
- Старшая линия. Происходит от графа Карла Валуа, четвёртого сына короля Филиппа III. Угасла в 1498 году.
- Ветвь герцогов Алансонских. Происходит от Карла II, младшего сына Карла, графа де Валуа. Угасла в 1525 году.
- Ветвь герцогов Анжуйских. Происходит от Людовика, второго сына короля Иоанна II Доброго. Угасла в 1481 году.
- Ветвь герцогов Беррийских. Происходит от Жана, третьего сына короля Иоанна II Доброго. Угасла в 1416 году.
- Ветвь герцогов Бургундских. Происходит от Филиппа Бесстрашного, четвёртого сына короля Иоанна II Доброго. Угасла в 1477 году. Эта ветвь имела две под-ветви:
  - ветвь герцогов Брабантских. Происходит от герцога Брабанта Антуана, сына герцога Бургундии Филиппа II и Маргариты III, графини Фландрии, Невера и Ретеля, брат герцога Бургундии Жана Бесстрашного.  Угасла в 1430 году после смерти Филиппа Брабантского, младшего сына Антуана, оставившего только незаконных детей, потомство которых угасло в 1498 году.
  - ветвь графов Неверских. Происходит от Филиппа, сына Филиппа Бесстрашного. Угасла в 1491 году.
- Ветвь герцогов Орлеанских. Происходит от Людовика, второго сына короля Карла V Мудрого. Угасла в 1515 году. Эта ветвь имела одну подветвь:
  - ветвь графов Ангулемских. Происходит от Жана, второго сына Людовика. Угасла в 1589 году.

### Бастарды
Кроме того, из дома Валуа происходило несколько незаконных ветвей:
- ветвь герцогов Лонгвилей, происходит от графа Жана де Дюнуа, угасла в конце XVII века, последняя представительница — Мария Немурская;
- ветвь герцогов Ангулемских, происходит от Карла де Валуа, герцога Ангулемского, внебрачного сына короля Карла IX и Мари Туше.
- ветвь де Валуа-Сен-Реми, происходит от внебрачного сына Генриха II, известнейшая представительница — авантюристка Жанна Ламотт.

## Список королей из династии Валуа (1328—1589)

### Старшая линия (1328—1498)
| Портрет | Имя                      | Даты правления                     |
| ------- | ------------------------ | ---------------------------------- |
|         | Филипп VI                | 1 февраля 1328 — 22 августа 1350   |
|         | Иоанн II Добрый          | 22 августа 1350 — 8 апреля 1364    |
|         | Карл V Мудрый            | 8 апреля 1364 — 16 сентября 1380   |
|         | Карл VI Безумный         | 16 сентября 1380 — 21 октября 1422 |
|         | Карл VII Победоносный    | 21 октября 1422 — 22 июля 1461     |
|         | Людовик XI Благоразумный | 22 июля 1461 — 30 августа 1483     |
|         | Карл VIII Любезный       | 30 августа 1483 — 7 апреля 1498    |

### Орлеанская ветвь династии Валуа (1498—1515)
| Портрет | Имя                     | Даты правления                |
| ------- | ----------------------- | ----------------------------- |
|         | Людовик XII Отец Народа | 7 апреля 1498 — 1 января 1515 |

### Ангулемская ветвь династии Валуа (1515—1589)
| Портрет | Имя         | Даты правления                |
| ------- | ----------- | ----------------------------- |
|         | Франциск I  | 1 января 1515 — 31 марта 1547 |
|         | Генрих II   | 31 марта 1547 — 10 июля 1559  |
|         | Франциск II | 10 июля 1559 — 5 декабря 1560 |
|         | Карл IX     | 5 декабря 1560 — 30 мая 1574  |
|         | Генрих III  | 30 мая 1574 — 2 августа 1589  |